# 火曜曲！
《火曜曲！》是日本TBS電視聯播網的音樂節目，從2012年4月24日至2013年9月3日，逢星期二21:00至21:54播出。

## 概要
於本節目的播放時段（TBS電視台星期二21:00至21:54）的音樂節目有2009年10月20日至2010年3月23日的《歌番》，以及2010年4月20日至9月14日的《THE MUSIC HOUR》。由於中居正廣為上述兩個節目的主持，所以這是他相隔一年半後再次擔任這個時段的主持。
隨着節目開播，中居正廣主持的音樂節目《Coming Soon!!》於2012年3月26日結束播映。在2012年4月至7月TBS的晚上9時，中居一周會有三天有節目，包括星期五的《中居大師說》、星期日的《ATARU》和本節目。
AKB48為首次擔任音樂節目的主持。另外，AKB48總製作人秋元康雖然曾擔任上述音樂節目《歌番》的主構成，卻沒有參與本節目的製作。這在AKB48擔任固定成員的節目中極為少見。

## 固定成員

### 主持
- 中居正廣（SMAP）
- 江角真紀子
- AKB48

### 旁白
- 增山江威子
- 大谷育江
- 山崎岳彦

### 其他
- 安東尼奧·豬木（只在片頭出現）

## 嘉賓
| 4月24日  | AKB48《GIVE ME FIVE!》《無限重播》 SMAP《FIVE RESPECT》《This is love》《顛倒的天空》 |
| 5月1日   | 鄉裕美《デンジャラー☆》 Perfume《Spring of Life》 指原莉乃《就是喜歡妳》 乃木坂46《來吧香波》 |
| 5月8日   | 蘆田愛菜《一直一直是朋友》 板野友美《給10年後的你》 |
| 5月15日  | SKE48《I love you 我愛你！》 NMB48《海邊之最》 木村KAELA《マミレル》 |
| 5月22日  | AKB48《仲夏的Sounds good!》 家入レオ《Shine》 Kyary Pamyu Pamyu《CANDY CANDY》 |
| 5月29日  | 德永英明《人形の家》 西野加奈《我們的歌》 NYC《ハイナ!》 |
| 6月5日   | AKB48《仲夏的Sounds good!》 |
| 6月12日  | 持田香織《美しき麗しき日々》 |
| 6月19日  | JUJU《ただいま》 前田敦子《你就是我》 |
| 6月26日  | TUBE《永遠，永遠》 Becky♪♯《ヤルキスイッチ》 BENI《Ti Amo》 |
| 7月3日   | BENI《Ti Amo》 水谷千重子《天使のかわりはいませんか》 山下智久《LOVE CHASE》 |
| 7月10日  | 鈴木雅之《Endless love, Eternal love》 SPYAIR《0 GAME》 |
| 7月17日  | 因特別節目而停播 |
| 7月24日  | 「火曜曲！仲夏的音樂祭2H歌祭SP」 |
| 7月31日  | SMAP《Moment》 加藤ミリヤ《HEART BEAT》 AKB48《大声ダイヤモンド》 渡邊麻友《成年人Jelly Beans》 |
| 8月7日   | TRF《CRAZY GONNA CRAZY》《EZ DO DANCE》 小室哲哉《愛戀 心痛 堅強》《BE TOGETHER》 V6《kEEP oN.》 AKB48《馬尾與髮圈》 BENI《Ti Amo》 |
| 8月14日  | 可苦可樂《蕾》《流星》 無限開關《全力少年》《奏》 宮澤和史《島唄》《風になりたい》 森山良子《さとうきび畑》 Kis-My-Ft2《WANNA BEEEE!!!》 |
| 8月21日  | MINMI《滿滿的回憶》《ピンク帽子の“ドレミファソ”》 AKB48《飛翔入手》《Maybe是藉口》《RIVER》《旅立ちの日に》 前田敦子《櫻花的花瓣 ～前田敦子 solo ver.～》 |
| 8月28日  | AKB48《格子花紋》 芦田愛菜《雨に願いを》《ずっとずっとトモダチ》 FUNKY MONKEY BABYS《LIFE IS A PARTY》 加山雄三《パイプライン》《ブラック・サンド・ビーチ》《お嫁においで》《夜空の星》 キマグレン《LIFE》 |
| 9月4日   | AKB48《格子花紋》《無限重播》 Perfume《Hurly Burly》 瀧與翼《小悪魔ジュリエット》 氣志團《SUPER BOY FRIEND》《One Night Carnival》 西野加奈《Be Strong》 夏川里美《涙そうそう》 |
| 9月11日  | 停播 |
| 9月18日  | 「緊急生放送 3時間SP AKB48選拔猜拳大會直播」 直播 VTR次《UZA》 色情塗鴉《カゲボウシ》 RAM WIRE《名もない毎日》 AKB48《無限重播》 |
| 9月25日  | 停播 |
| 10月2日  | 停播 |
| 10月9日  | 停播 |
| 10月16日 | 停播 |
| 10月23日 | 「超重要文化財 只限今夜的音樂映像SP」 AKB48《UZA》 ※当日播放發生放送事故。 |
| 10月30日 | 「秋之音樂祭3小時Live Special!」 アシガルユース with 美木良介《Hello☆my yesterday'$》 AMEMIYA《冷やし中華始めました》 家入レオ《Shine》 E-Girls《Follow Me》 AKB48《UZA》《飛翔入手》《風正在吹》《無限重播》 SKE48《接吻可是左撇子》 COWCOW《あたりまえ体操》 氣志團《One Night Carnival》《SUPER BOY FRIEND》 Kis-My-Ft2《アイノビート》 木村KAELA《Sun shower》 Golden Bomber《女々しくて》 サカクラカツミ(ダンスパフォーマー) 指原莉乃 with アンリレ《懦弱的化妝舞會》 THE SECOND from EXILE《THINK 'BOUT IT!》 The MONSTERS《MONSTERS》《モンスター》 シェネル《ベイビー･アイラブユー》 柴崎幸《My Perfect Blue》 Sonar Pocket《好きだよ｡ ～100回の後悔～》 TRF《survival dAnce ～no no cry more～》《BOY MEETS GIRL》《EZ DO DANCE》 中山優馬《Missing Piece》 flumpool《Answer》 遊助《VIVA! Nossa Nossa》 WORLD ORDER《PERMANENT REVOLUTION》《MACHINE CIVILIZATION》《2012》 |
| 11月6日  | 停播 |
| 11月13日 | 「秋之音樂祭2小時Live Special!」 Kis-My-Ft2《アイノビート -Dance ver.-》 近藤真彦《愚か者》《悠然銀光中》《ハイティーン･ブギ》《Baby Rose》《Let's Go!》 JUJU《この夜を止めてよ》 少女時代《FLOWER POWER》 SPYAIR《WENDY ～It's You～》 FUNKY MONKEY BABYS《サヨナラじゃない》 BENI《歌うたいのバラッド》 渡辺麻友《光原體們》 |
| 11月20日 | 停播 |
| 11月27日 | 停播 |
| 12月4日  | 10月23日的放送事故未播放部分 |
| 12月11日 | AI｢Story (AIの曲)｣ AKB48｢永遠的壓力｣ Golden Bomber｢女々しくて｣ 西野カナ｢Always｣ Becky｢MY FRIEND ～ありがとう～｣ |
| 12月18日 | ｢火曜曲! Special｣ 乃木坂46｢制服模特兒｣ Face「扉」 |
| 12月25日 | ｢火曜曲! 直播4小時Xmas Live｣ |

| 1月22日 |

## 播放電視台
| 播映地域對象   | 電視台              | 所屬聯播網 | 播映時間（UTC+9）    |
| -------------- | ------------------- | ---------- | -------------------- |
| 關東廣域圈     | TBS電視台 (TBS)     | TBS系列    | 星期二 21:00 - 21:54 |
| 北海道         | 北海道放送（HBC）   | TBS系列    | 星期二 21:00 - 21:54 |
| 青森縣         | 青森電視台（ATV）   | TBS系列    | 星期二 21:00 - 21:54 |
| 岩手縣         | IBC岩手放送（IBC）  | TBS系列    | 星期二 21:00 - 21:54 |
| 宮城縣         | 東北放送（TBC）     | TBS系列    | 星期二 21:00 - 21:54 |
| 山形縣         | TVU山形（TUY）      | TBS系列    | 星期二 21:00 - 21:54 |
| 福島縣         | TVU福島（TUF）      | TBS系列    | 星期二 21:00 - 21:54 |
| 山梨縣         | 山梨電視台（UTY）   | TBS系列    | 星期二 21:00 - 21:54 |
| 新潟縣         | 新潟放送（BSN）     | TBS系列    | 星期二 21:00 - 21:54 |
| 長野縣         | 信越放送（SBC）     | TBS系列    | 星期二 21:00 - 21:54 |
| 静岡縣         | 静岡放送（SBS）     | TBS系列    | 星期二 21:00 - 21:54 |
| 富山縣         | 鬱金香電視台（TUT） | TBS系列    | 星期二 21:00 - 21:54 |
| 石川縣         | 北陸放送（MRO）     | TBS系列    | 星期二 21:00 - 21:54 |
| 中京廣域圈     | 中部日本放送（CBC） | TBS系列    | 星期二 21:00 - 21:54 |
| 近畿廣域圈     | 每日放送（MBS）     | TBS系列    | 星期二 21:00 - 21:54 |
| 鳥取縣、島根縣 | 山陰放送（BSS）     | TBS系列    | 星期二 21:00 - 21:54 |
| 岡山縣、香川縣 | 山陽放送（RSK）     | TBS系列    | 星期二 21:00 - 21:54 |
| 廣島縣         | 中國放送（RCC）     | TBS系列    | 星期二 21:00 - 21:54 |
| 山口縣         | 山口電視台（tys）   | TBS系列    | 星期二 21:00 - 21:54 |
| 愛媛縣         | 愛電視台（ITV）     | TBS系列    | 星期二 21:00 - 21:54 |
| 高知縣         | 高知電視台（KUTV）  | TBS系列    | 星期二 21:00 - 21:54 |
| 福岡縣         | RKB每日放送（RKB）  | TBS系列    | 星期二 21:00 - 21:54 |
| 長崎縣         | 長崎放送（NBC）     | TBS系列    | 星期二 21:00 - 21:54 |
| 熊本縣         | 熊本放送（RKK）     | TBS系列    | 星期二 21:00 - 21:54 |
| 大分縣         | 大分放送（OBS）     | TBS系列    | 星期二 21:00 - 21:54 |
| 宮崎縣         | 宮崎放送（MRT）     | TBS系列    | 星期二 21:00 - 21:54 |
| 鹿兒島縣       | 南日本放送（MBC）   | TBS系列    | 星期二 21:00 - 21:54 |
| 沖繩縣         | 琉球放送（RBC）     | TBS系列    | 星期二 21:00 - 21:54 |

## 註腳
1. ↑  日語中意即「星期二」。
2. ↑  這僅為整個組合而言，部份成員曾擔任或正在擔任音樂節目的主持。例如秋元才加曾任音樂節目《mu-Jack》的主持，高橋みなみ是現任主持。

## 外部連結
- 《火曜曲！》官方網站 （页面存档备份，存于）
- TBS電視台《火曜曲！》的X（前Twitter）